# Gifford (Floryda)
Gifford – jednostka osadnicza w Stanach Zjednoczonych, w stanie Floryda, w hrabstwie Indian River.